# Tanque Nuevo, Coahuila
Tanque Nuevo är en ort i Mexiko.   Den ligger i kommunen Cuatro Ciénegas och delstaten Coahuila, i den centrala delen av landet, 900 km norr om huvudstaden Mexico City. Tanque Nuevo ligger 800 meter över havet och antalet invånare är 228.
Terrängen runt Tanque Nuevo är varierad.  Trakten runt Tanque Nuevo är nära nog obefolkad, med mindre än två invånare per kvadratkilometer. Det finns inga andra samhällen i närheten. Omgivningarna runt Tanque Nuevo är i huvudsak ett öppet busklandskap.